# Velveteen Dream
Patrick Clark Jr. (ur. 19 sierpnia 1995 w Waszyngtonie) – amerykański profesjonalny wrestler.

## Kariera profesjonalnego wrestlera

### Wczesna kariera (2014–2015)
Clark rozpoczął treningi w szkółce federacji Maryland Championship Wrestling (MCW) i zadebiutował w promocji cztery miesiące później w dniu 3 października 2014. Odniósł tam sukces zdobywając w październiku 2015 tytuły MCW Tag Team Championship z Lio Rushem. Podjął się występów dla innych amerykańskich federacji niezależnych takich jak World Xtreme Wrestling, Combat Zone Wrestling, Marvelous Puroresu USA i Lancaster Championship Wrestling.

### WWE

#### Tough Enough (2015)
W czerwcu 2015 Clark został wybrany jednym z uczestników szóstego sezonu programu WWE Tough Enough prowadzonego przez federację WWE. Pomimo bycia jednym z faworytów odpadł z rywalizacji w piątym odcinku znajdując się na dziewiątym miejscu.

#### NXT (od 2015)
17 października 2015 zostało ogłoszone, że Clark podpisał kontrakt rozwojowy z WWE i zostanie przydzielony do rozwojowego brandu NXT, a dalsze treningi będzie odbywał w WWE Performance Center. W ringu zadebiutował podczas gali typu house show z 5 lutego 2016, gdzie przegrał z Riddickem Mossem. W telewizji zadebiutował 20 lipca podczas tygodniówki NXT, gdzie przegrał z Austinem Ariesem. 19 października skonfrontował się i wyzwał do walki posiadacza NXT Championship Shinsuke Nakamurę, lecz został przez niego zaatakowany i pobity. Po raz pierwszy wygrał walkę 1 marca 2017 podczas edycji NXT, gdzie pokonał Seana Malutę. 24 maja zadebiutował w nowym charakterze upodabniając się do Prince'a, gdzie zmienił pseudonim ringowy na „Velveteen Dream” i nie odniósł się do poprzednich występów w federacji. Jesienią rozpoczął rywalizację z Aleisterem Blackiem, którego regularnie prześladował i chciał wymusić, aby ten wypowiedział jego pseudonim. Doprowadziło to do ich walki podczas gali NXT TakeOver: WarGames z 18 listopada, gdzie Dream przegrał z Blackiem. Po walce Black usiadł obok niego i wypowiedział jego pseudonim.

## Styl walki
- Finishery
  - Jako Velveteen Dream
    - Purple Rainmaker[15] (Diving elbow drop)[16]

  - Jako Patrick Clark
    - Famouser (Inverted leg drop bulldog)[12]

- Inne ruchy
  - Big boot
  - Clothesline
  - Dream Valley driver[17][18]
  - Dropkick
  - Pendulum backbreaker
  - Running leaping shoulder block
  - Short-arm lariat
  - Swinging reverse STO przeistaczany w DDT
  - Thesz press
  - Vertical suplex
  - Backbreaker

- Przydomki
  - „The Patrick Clark Experience”[11]
  - „The Velveteen Dream Experience”
  - „The Vainglorious One”
  - Dream

- Motywy muzyczne
  - „Player Hater” ~ Carlton Banksy (NXT; 19 października 2016 – 1 marca 2017)
  - „Velveteen” ~ CFO$ (NXT; od 1 marca 2017)

## Mistrzostwa i osiągnięcia
- Maryland Championship Wrestling
  - MCW Tag Team Championship (1 raz) – z Lio Rushem[5]
- Pro Wrestling Illustrated
  - PWI umieściło go na 324. miejscu w top 500 wrestlerów rankingu PWI 500 w 2017[19]
  - Mistrzostwo NXT North American którego jest najdłuższym posiadaczem przez 231 dni.